# Sbor Církve československé husitské v Trhových Svinech
Sbor Církve československé husitské v Trhových Svinech je kostel umístěný v centru obce naproti autobusovému nádraží poblíž silnice vedoucí do Besednice. Někdy bývá taky označován jako Žižkův sbor. Sbor je také sídlem zdejší Náboženské obce Církve čs. husitské v Trhových Svinech.
Sbor byl postaven v roce 1936, a to ve velmi krátkém časovém horizontu. Výstavba započala „na zelené louce“ 6. dubna 1936 a díky nasazení všech pracovníků došlo k dodržení termínu slavnostního otevření, naplánovaného symbolicky na 11. říjen, tedy na den úmrtí vojevůdce Jana Žižky (den 11. října byl osudný i Mistru Janovi Husovi, kdy se roku 1414 vydal na cestu na koncil do Kostnice).  

## Historie stavby

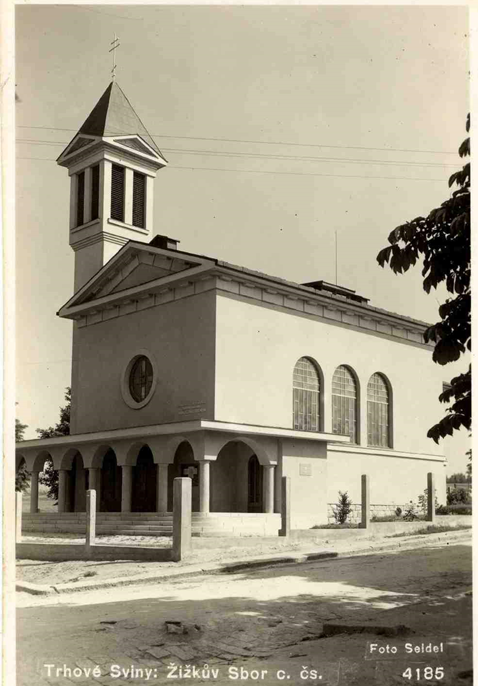
Starší fotka sboru

V letech 1933 až 1938 působil v Trhových Svinech farář Josef Minařík, za kterého se uskutečnilo vroucné přání všech postavit Sbor Jana Žižky z Trocnova (sbor = budova, která slouží k bohoslužbám a dalším církevním obřadům). Městské zastupitelstvo k tomu účelu věnovalo pozemek, na kterém bylo tržiště.
Rada starších Náboženské obce Církve československé v Trhových Svinech (zkráceně NO CČS) oslovila veřejnost se žádostí o finanční příspěvek.
Plány na sbor (kostel) vyhotovil zdarma architekt Ladislav Čapek z Prahy (Podnikatelství staveb, architekt Ladislav Čapek stavitel, Praha XVIII., Pevnostní ul. čp. 8), samotnou stavbu prováděl stavitel František Gušlbauer z Trhových Svinů, stavbu vedl Roman Stupka. 

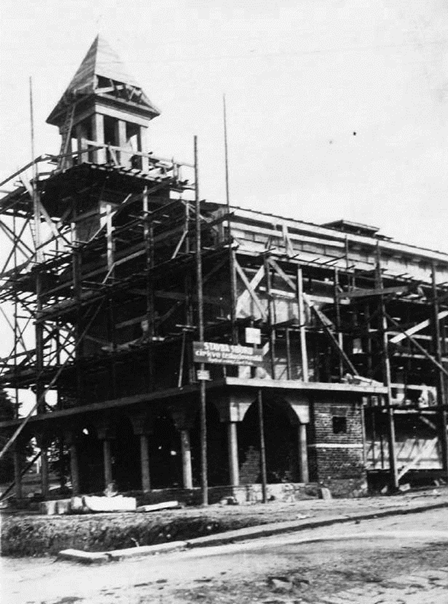

Stavba byla provedena v roce 1936, kdy 6. dubna se započalo s výstavbou a 11. října téhož roku byla dokončena. V listopadu proběhly dokončovací práce zejména ohrazení pozemku.
Dochovaný stavební deník zvyšuje historickou hodnotu stavby. Sbor je památkové chráněn od 25. května 2012 – byl zapsán jako národní kulturní památka podle § 2 a 42 zákona č. 20/1987 Sb. o státní památkové péči, a je zařazen mezi architektonické kulturní dědictví 19. a 20. století.

## Charakter stavby
Sbor je neoklasicistní budova s hranolovou věží a sloupovým portikem.
Budova se nachází na nárožní parcele a okolo ní je volná nezastavěná zahrada, takže se stavba svou převýšenou hmotou v jižní části města výrazně pohledově uplatňuje.
Z obdélného půdorysu vystupuje sakristie, kolumbárium a věž, na severní vstupní straně je předsazený portikus se sedmi polokruhovými arkádami na válcových sloupech, k němuž vede pětistupňové schodiště. V portiku jsou čtyři vstupy – dva střední dvoukřídlové vedou do lodi sboru, vlevo je vstup do věže a vpravo do kolumbária. Nad portikem je velké kruhové okno s barevnou vitráží, v pravém dolním rohu tohoto průčelí je nápis: SBOR CÍRKVE ČESKOSLOVENSKÉ HUSITSKÉ ZBUDOVANÝ NA PAMĚŤ JANA ŽIŽKY Z TROCNOVA.
Jižní vnější průčelí je členěné jednoduchou oplechovanou římsou, vystupuje z něj o něco nižší sakristie. V bočních průčelích jsou trojice polokruhově zaklenutých oken. Průčelí jsou ukončena bosovanou korunní římsou, na severním i jižním průčelí jsou nízké trojúhelné štíty.
Věž umístěná v severovýchodním nároží je štíhlá, v horní části rozšířená, s dvojicemi oken na všech čtyřech stranách. Je zakončená jehlancovou střechou.